# Cerisiers
Cerisiers est une commune française située dans le département de l'Yonne en région Bourgogne-Franche-Comté.

## Géographie

### Climat
Pour des articles plus généraux, voir Climat de la Bourgogne-Franche-Comté et Climat de l'Yonne.
En 2010, le climat de la commune est de type climat océanique dégradé des plaines du Centre et du Nord, selon une étude du Centre national de la recherche scientifique s'appuyant sur une série de données couvrant la période 1971-2000. En 2020, Météo-France publie une typologie des climats de la France métropolitaine dans laquelle la commune est exposée à un climat océanique altéré et est dans la région climatique  Nord-est du bassin Parisien, caractérisée par un ensoleillement médiocre, une pluviométrie moyenne régulièrement répartie au cours de l’année et un hiver froid (3 °C). 
Pour la période 1971-2000, la température annuelle moyenne est de 10,8 °C, avec une amplitude thermique annuelle de 16,1 °C. Le cumul annuel moyen de précipitations est de 768 mm, avec 12,4 jours de précipitations en janvier et 7,4 jours en juillet. Pour la période 1991-2020, la température moyenne annuelle observée sur la station météorologique de Météo-France la plus proche, « Coulours », sur la commune de Coulours à 8 km à vol d'oiseau, est de 11,2 °C et le cumul annuel moyen de précipitations est de 786,0 mm. 
La température maximale relevée sur cette station est de 39,8 °C, atteinte le 7 août 2003 ; la température minimale est de −16,7 °C, atteinte le 2 janvier 1997,,. 
Les paramètres climatiques de la commune ont été estimés pour le milieu du siècle (2041-2070) selon différents scénarios d'émission de gaz à effet de serre à partir des nouvelles projections climatiques de référence DRIAS-2020. Ils sont consultables sur un site dédié publié par Météo-France en novembre 2022.

## Urbanisme

### Typologie
Au 1er janvier 2024, Cerisiers est catégorisée bourg rural, selon la nouvelle grille communale de densité à sept niveaux définie par l'Insee en 2022.
Elle est située hors unité urbaine. Par ailleurs la commune fait partie de l'aire d'attraction de Sens, dont elle est une commune de la couronne,. Cette aire, qui regroupe 65 communes, est catégorisée dans les aires de 50 000 à moins de 200 000 habitants,.

### Occupation des sols
L'occupation des sols de la commune, telle qu'elle ressort de la base de données européenne d’occupation biophysique des sols Corine Land Cover (CLC), est marquée par l'importance des territoires agricoles (67,4 % en 2018), une proportion sensiblement équivalente à celle de 1990 (67,5 %). La répartition détaillée en 2018 est la suivante : 
terres arables (48,2 %), forêts (30,5 %), zones agricoles hétérogènes (17,7 %), zones urbanisées (2,1 %), prairies (1,5 %). L'évolution de l’occupation des sols de la commune et de ses infrastructures peut être observée sur les différentes représentations cartographiques du territoire : la carte de Cassini (XVIIIe siècle), la carte d'état-major (1820-1866) et les cartes ou photos aériennes de l'IGN pour la période actuelle (1950 à aujourd'hui).

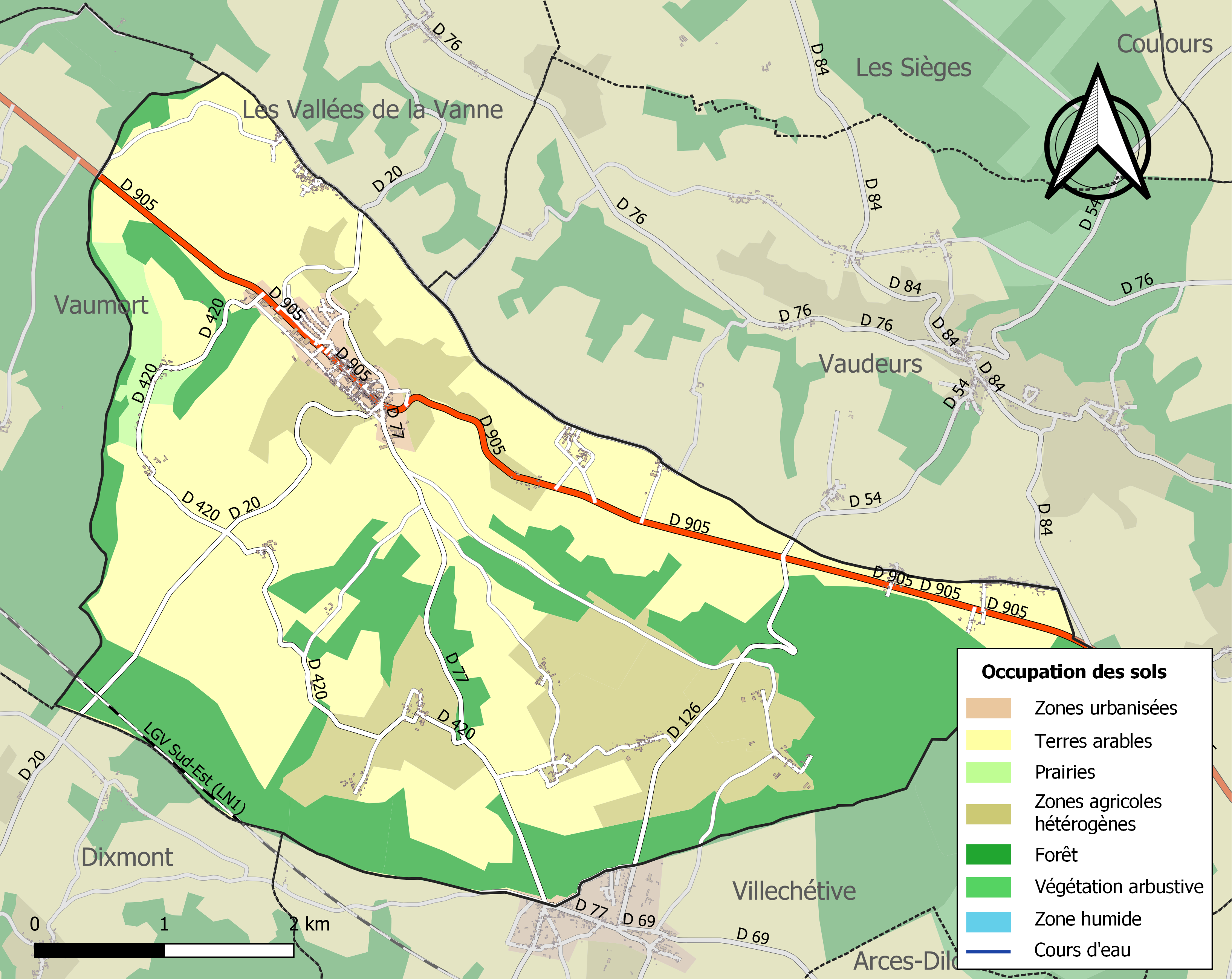
Carte des infrastructures et de l'occupation des sols de la commune en 2018 (CLC).

## Histoire
Le petit bourg enfoncé dans son vallon possède une histoire ancienne car il est construit sur la voie romaine de Sens à Avrolles. Du reste, son nom proviendrait du latin Caesaris iter, c'est-à-dire « le chemin de César ».
Le village se clôt de remparts ponctués de dix-huit tours, en 1538. Il n'en subsiste que quelques vestiges aujourd'hui. Cerisiers est inondé le 6 septembre 1736 à cinq heures du soir et de nombreux habitants périssent noyés. Le mur d'enceinte est détruit en 1746 et un fossé est creusé pour dévier les eaux de ruissellement. Une digue est construite par les habitants en 1767 à la place des anciennes fortifications.[réf. souhaitée]
Un dépôt du 3e régiment de zouaves est cantonné au village en 1917 et 1918.
Cerisiers est occupé par les Allemands le 15 juin 1940 et la Kommandantur s'installe au numéro 21 de la Grande Rue. Une jeep américaine, qui se rendait à Sens, se présente au village abandonné par les Allemands, le 22 juin 1944.

### Les Hospitaliers
Au Moyen Âge, les Hospitaliers établissent une commanderie à Cerisiers. La commanderie comprenait l'église dédiée à saint Jean-Baptiste, le manoir seigneurial attenant à l'église, et une Maison de L'Hôpital avec une chapelle dédiée à Sainte-Anne. La commanderie de Cerisiers était une des plus anciennes des Hospitaliers dans le Grand Prieuré de France. Elle date du XIIe siècle et la plupart des biens qui appartenaient à la commanderie avaient été donnés par les rois de France Louis VI le Gros et Louis VII le Jeune. La nef sud de l'église Saint Jean-Baptiste date du XIIe siècle, et la nef nord, plus grande, a été construite un siècle plus tard. En 1469, la commanderie de Cerisiers a été réunie à la commanderie de Launay (Saint-Martin-sur-Oreuse),.

## Politique et administration
| Période    | Période  | Identité       | Étiquette | Qualité |
| ---------- | -------- | -------------- | --------- | ------- |
|            |          |                |           |         |
| avant 2005 | en cours | Patrick Harper | UMP       | ...     |

## Démographie
L'évolution du nombre d'habitants est connue à travers les recensements de la population effectués dans la commune depuis 1793. Pour les communes de moins de 10 000 habitants, une enquête de recensement portant sur toute la population est réalisée tous les cinq ans, les populations de référence des années intermédiaires étant quant à elles estimées par interpolation ou extrapolation. Pour la commune, le premier recensement exhaustif entrant dans le cadre du nouveau dispositif a été réalisé en 2004.

En 2022, la commune comptait 1 002 habitants, en évolution de +1,21 % par rapport à 2016 (Yonne : −1,95 %, France hors Mayotte : +2,11 %).
| 1793  | 1800  | 1806  | 1821  | 1831  | 1836  | 1841  | 1846  | 1851  |
| ----- | ----- | ----- | ----- | ----- | ----- | ----- | ----- | ----- |
| 1 500 | 1 106 | 1 110 | 1 197 | 1 260 | 1 373 | 1 444 | 1 401 | 1 395 |

| 1856  | 1861  | 1866  | 1872  | 1876  | 1881  | 1886  | 1891  | 1896  |
| ----- | ----- | ----- | ----- | ----- | ----- | ----- | ----- | ----- |
| 1 391 | 1 435 | 1 440 | 1 421 | 1 394 | 1 310 | 1 343 | 1 260 | 1 228 |

| 1901  | 1906  | 1911  | 1921 | 1926 | 1931 | 1936 | 1946 | 1954 |
| ----- | ----- | ----- | ---- | ---- | ---- | ---- | ---- | ---- |
| 1 147 | 1 081 | 1 029 | 864  | 819  | 813  | 805  | 852  | 811  |

| 1962 | 1968 | 1975 | 1982 | 1990 | 1999 | 2004 | 2006 | 2009 |
| ---- | ---- | ---- | ---- | ---- | ---- | ---- | ---- | ---- |
| 847  | 811  | 823  | 860  | 889  | 900  | 888  | 875  | 985  |

| 2014 | 2019 | 2022  | - | - | - | - | - | - |
| ---- | ---- | ----- | - | - | - | - | - | - |
| 980  | 972  | 1 002 | - | - | - | - | - | - |

## Lieux et monuments
Les hospitaliers de Saint-Jean-de-Jérusalem construisent une chapelle romane pour leur commanderie au XIIe siècle qu'ils terminent un siècle plus tard. Cette chapelle était sous le vocable de Sainte-Anne. Il ne s'agit pas de l'église paroissiale Saint-Jean-Baptiste qui était attenante à la maison seigneuriale appartenant aux hospitaliers.
Il existe à Cerisiers un musée de la poupée, « la Grange à Janou », au 4 route de Genève. Il est ouvert de Pâques à la Toussaint les samedis, dimanches et jours fériés de 14 heures 30 à 18 heures.

## Personnalités liées à la commune
- Gaston Gaudaire
- Pierre Pouyade né le 25 juin 1911 à Cerisiers. Général d'aviation. Ancien pilote du groupe de chasse "Normandie"(puis "Normandie Niemen" à partir du 21 juillet 1944). Il commanda ce groupe formé de pilotes français combattant l'Allemagne  sous les couleurs soviétiques du 17 juillet 1943 au 12 décembre 1944.
- Guy Chambelland (5 décembre 1927-13 janvier 1996 à Cerisiers), poète et éditeur.
- Athanase Dupré, né le 28 décembre 1808 à Cerisiers, mort le 10 août 1869 à Rennes, mathématicien et physicien.

## Pour approfondir